# Sala de Conciertos de Atenas
La Sala de Conciertos de Atenas (en griego:  Μέγαρον Μουσικής Αθηνών) es una sala de conciertos ubicada en Atenas, Grecia, específicamente en la avenida Vassilissis Sofias.
El espacio se inauguró en 1991 con dos salas. Desde entonces, se ha ampliado con dos salas más y ahora cuenta con un total de cuatro: dos pequeñas y dos grandes. El teatro cuenta con instalaciones óptimas para representaciones de ópera, y algunas de estas se presentan cada temporada.
La estación Megaro Moussikis del Metro de Atenas está a las afueras de la sala, en la Línea 3.
El diseño de la planta de 8.000 metros cuadrados fue realizado por Christopher Alexander.